# Rhyothemis triangularis
Rhyothemis triangularis är en trollsländeart som beskrevs av Kirby 1889. Rhyothemis triangularis ingår i släktet Rhyothemis och familjen segeltrollsländor. IUCN kategoriserar arten globalt som livskraftig. Inga underarter finns listade i Catalogue of Life.